# 고승아
김예론( 2004년 6월 30일~)은 대한민국의 배우이다.

## 학력
- 양일초등학교 (졸업)
- 일산양일중학교 (졸업)
- 고양예술고등학교 연기과 (졸업)
- 동덕여자대학교 공연예술학부 방송연예전공 (중퇴)
- 중앙대학교 공연영상창작학부 연극전공 (재학)

## 출연작

### 드라마
- 2019년 웹드라마 《통통한 연애 시즌2》 ... 공주이 역

### 영화
- 2011년 《고양이, 죽음을 보는 두 개의 눈》 ... 희진 역

### 뮤지컬
- 2012년 《투란도트》 ... 어린 투란도트 역
- 2012년 《포카혼타스》 ... 어린 혼타스 역
- 2013년 《뮬란》 ... 어린 뮬란 역